# Straßenbahn Woltschansk
Die Straßenbahn Woltschansk wurde am 31. Dezember 1951 eröffnet und verbindet die Ortslage der sibirischen Stadt Woltschansk (Oblast Swerdlowsk) mit dem Ortsteil Lesnaja Woltschanka. Die Straßenbahn fährt auf einer Spurweite von 
1524 Millimetern (Russische Breitspur) und besteht aus einer einzigen etwa sieben Kilometer langen Strecke. Diese ist eingleisig und hat den Charakter einer Überlandstraßenbahn.
Im Jahre 1953 wurde eine etwa 16 Kilometer lange Strecke nach Karpinsk eröffnet. Diese Überlandstrecke wurde bereits 1965 stillgelegt und auf Omnibusse umgestellt.
Errichtet wurde die Straßenbahn, um die Siedlung Woltschansk, die als Arbeitersiedlung des nahegelegenen Braunkohle-Tagebau dient, mit der nächstgelegenen Bahnstation in Lesnaja Woltschanka zu verbinden. Die Einwohnerzahl der Stadt sank von ursprünglich 36.000 Bürgern während der Hochzeit des Kohleabbaus auf zunächst 14.900 im Jahr 1989 und reduzierte sich weiter auf etwa 10.000 Einwohner heute. Damit ging ein wesentlicher Rückgang des Verkehrsaufkommens der Straßenbahn einher.

## Betrieb
Es existieren heute keine Ausweichen mehr, weswegen die Strecke im Regelbetrieb lediglich von einem Kurs im Stundentakt bedient wird. Allerdings gibt es seit Mai 2010 eine Betriebsruhe von 10 bis 16 Uhr. Von den 12 Haltestellen im Streckenverlauf werden sieben fahrplanmäßig bedient, alle weiteren sind Bedarfshalte. Anfang 2008 existierten insgesamt fünf Straßenbahnwagen verschiedener Bauarten. Dazu gehören zwei Fahrzeuge vom Typ KTM-5M3 (71-605A), ein KTM-8M, ein  KTM-19 sowie ein Spektr 71-402. Der KTM-8M gelangte 2001 nach Woltschansk, erlitt jedoch 2004 einen irreparablen Schaden, ist zwar fortan vorhanden, wurde jedoch seither nicht mehr eingesetzt.
Alle Fahrzeuge beziehen den Strom mittels Lyrabügeln aus der durchweg als Einfachfahrleitung ausgeführten Oberleitung. Am westlichen Ortseingang von Lesnaja Woltschanka kreuzt die Straßenbahnstrecke ein Anschlussgleis eines holzverarbeitenden Betriebes niveaugleich.

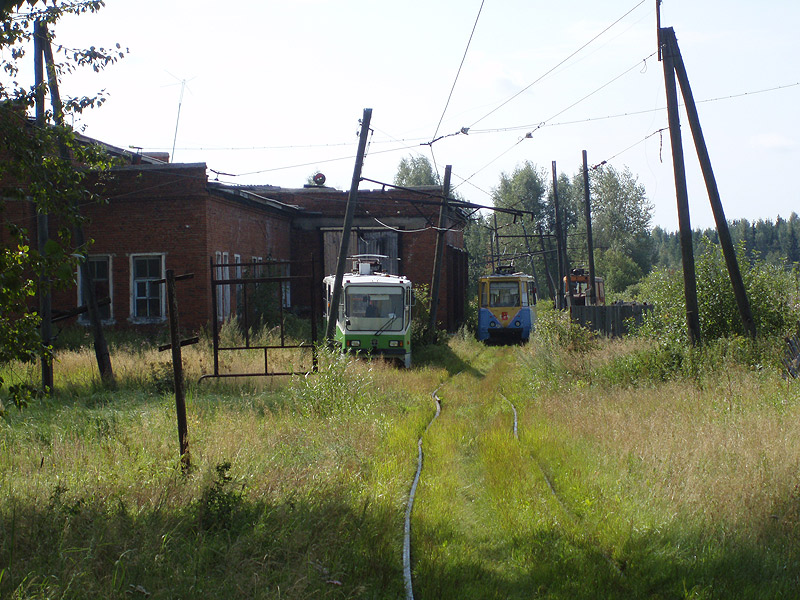
Der Betriebshof der Straßenbahn

Der Betriebshof liegt am südlichen Stadtrand von Woltschansk im Bereich der Wendeschleife der Strecke. Gemessen an der Einwohnerzahl von 9900 im Jahr 2010 gilt Woltschank als kleinste Stadt Russlands mit eigenständigem Straßenbahnbetrieb.
Die Straßenbahn Woltschansk ist im April 2017 weiterhin in Betrieb, aber in ihrem Bestand durch weiter sinkende Einwohnerzahlen im Einzugsgebiet stark gefährdet (etwa 9100 Anfang 2016). Es kommt derzeit ein einziges Fahrzeug vom Typ 71-619KT zum Einsatz, das sich seit 2008 in Woltschansk befindet.